# Comuna Pidhaiți, Luțk
Pidhaiți (în ucraineană Підгайці) este o comună în raionul Luțk, regiunea Volînia, Ucraina, formată din satele Krupa, Pidhaiți (reședința) și Strumivka.

## Demografie
Componența lingvistică a satului Pidhaiți
     Ucraineană (98,87%)
     Rusă (1,11%)
Conform recensământului din 2001, majoritatea populației satului Pidhaiți era vorbitoare de ucraineană (98,87%), existând în minoritate și vorbitori de rusă (1,11%).